# Juraj Drašković
Juraj II Drašković (ungerska: Draskovich György), född 5 februari 1525 i Bilina nära Knin, död 31 januari 1587 i Wien, var en kroatisk adelsman, statsman, katolsk biskop, sedermera ärkebiskop, kardinal och ban av Kroatien. Drašković kom att bli en viktig och inflytelserik person i det ungerska kungariket som sedan år 1102 var i personalunion med Kroatien.    

## Biografi
Drašković utbildades till präst i Kraków, Wien, Bologna och slutligen Rom. Han gjorde en god karriär som präst och bidrog med en ansenlig del till familjens rikedomar. År 1557 blev han biskop i Pécs och var som sådan en av Ungerns sändebud vid Tridentinska kyrkomötet (1545–1563). År 1563 blev han biskop i Zagreb och år 1576 Kroatiens ban (vicekung). År 1573 utnämndes han till ärkebiskop av Kalocsa och år 1586 till kardinal och riksståthållare av Ungern.